# Campionati mondiali juniores di slittino 1984
I Campionati mondiali juniores di slittino 1984 si sono disputati a Bludenz, in Austria, dal 16 al 22 gennaio 1984. La località situata non lontano dal confine con la Svizzera ospita questa seconda edizione della manifestazione iridata di categoria.

## Podi[1][2]
| Evento         | Oro                             | Tempo | Argento                   | Tempo | Bronzo                             | Tempo |
| Singolo Uomini | Jens Müller                     |       | Frank Trebess             |       | Andrej Ustjuhin                    |       |
| Singolo Donne  | Irina Kusakina                  |       | Olimpiada Nikitina        |       | Olga Tičanova                      |       |
| Doppio         | Vasilij Karpov Sergej Nagovicyn |       | René Keller Lutz Kühnlenz |       | Robert Manzenreiter Markus Schmidt |       |

## Medagliere
| Posiz. | Nazione          | Oro | Argento | Bronzo | Totale |
| ------ | ---------------- | --- | ------- | ------ | ------ |
| 1      | Unione Sovietica | 2   | 1       | 2      | 5      |
| 3      | Germania Est     | 1   | 2       | 0      | 3      |
| 4      | Austria          | 0   | 0       | 1      | 1      |